# Akören
Akören là một huyện thuộc tỉnh Konya, Thổ Nhĩ Kỳ. Huyện có diện tích 629 km² và dân số thời điểm năm 2007 là 6899 người, mật độ 11 người/km².